# Fekete Gerzson
Fekete Gerzson Lajos (Gyoma, 1889. április 6. – Budapest, 1954. május 24.) községi tisztviselő.

## Életpályája
Középiskoláit Késmárkon végezte el, majd Debrecenben közigazgatási tanfolyamot végzett. Közigazgatási tevékenységét Nyírmártonfalván kezdte meg. 1910–1923 között Rákoskeresztúron aljegyző volt. 1915-ben bevonult a 101. gyalogezredhez; 26 hónapot töltött a harctéren; kétszer megsebesült. 1923-ban lett Cinkota jegyzője. 1945-ben a Sashalmi Nemzeti Bizottság tagja, 1945–1946 között Sashalom főjegyzője volt.

## Családja
Szülei Fekete Lajos és Nagy Sára voltak. 1924. december 3-án, Budapesten házasságot kötött Almássy Ilonával.

## Emlékezete
2011-ben emléktáblás gesztenyefát ültettek tiszteletére.

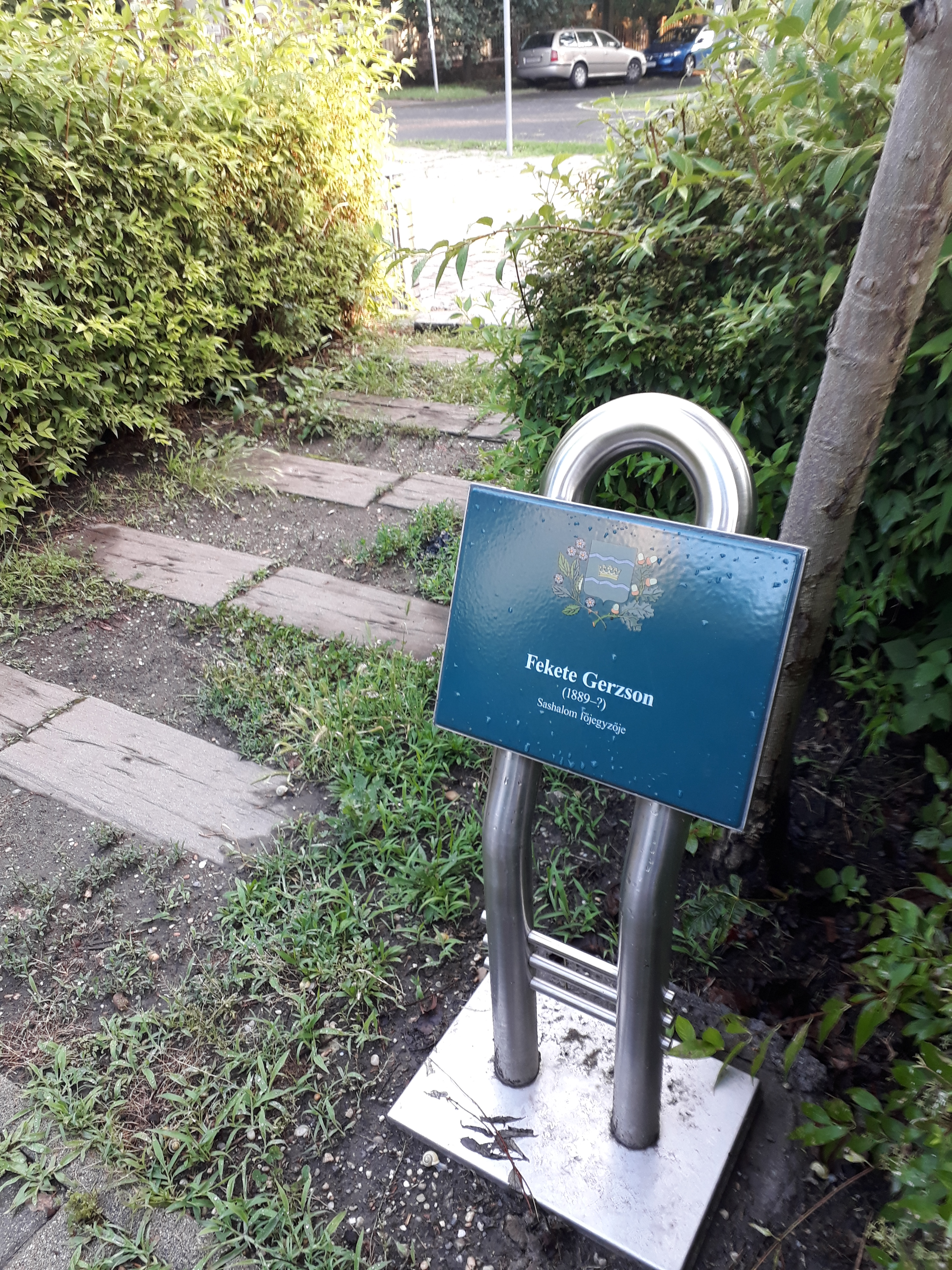
Egyike a Lantos Antal és Széman Richárd, kerületi helytörténészek által összeállított 56 XVI. kerületi nevezetes személynek, akiknek emléktáblás gesztenyefákat ültettek 2011-ben.

Temetése a Rákoskeresztúri temetőben történt.